# Olympische Sommerspiele 1900/Radsport – Sprint Bahn (Männer)
Der 2000-m-Bahnradsprint der Männer bei den Olympischen Spielen 1900 in Paris fand vom 11. bis 13. September 1900 statt.
Olympiasieger wurde der Franzose Albert Taillandier, der im Finale mit einer halben Radlänge Vorsprung die Ziellinie vor seinem Landsmann Fernand Sanz überquerte. John Henry Lake aus den Vereinigten Staaten hatte einen Rückstand von einer Radlänge.
Ein weiteres Beispiel für die allgemeinen Verwirrungen um die Olympischen Spiele 1900 ist das Geschehen um den französischen Radrennfahrer Ferdinand Vasserot, der einen Monat vor dem olympischen Sprint den dritten Platz bei der Weltmeisterschaft errungen hatte. 60 Jahre später, als Frankreich seine Medaillensieger aller Olympischen Spiele ehrte, erfuhr nicht nur der Sieger Taillandier erstmals von seinem Olympiasieg, sondern auch Vasserot davon, dass er angeblich den zweiten Platz belegt habe. Erst Jahre später, als Vasserot schon längst gestorben war, wurde festgestellt, dass der zweite Platz von ihm ein Semifinallauf war, den er gegen John Henry Lake verloren hatte.

## Ergebnisse

### Erste Runde
Die erste Runde des Wettkampfes startete am 11. September um 9:00 Uhr. Es mussten nur zwei Runden im Velodrome absolviert werden, was einer Distanz von 1000 m entsprach. Die drei schnellsten eines jeden Laufes qualifizierten sich für die Viertelfinalläufe.

#### Lauf 1
| Rang | Athlet             | Nation             | Zeit       |
| ---- | ------------------ | ------------------ | ---------- |
| 1    | Louis Hildebrand   | Frankreich         | 1:34,2 min |
| 2    | Giacomo Stratta    | Königreich Italien | unbekannt  |
| 3    | Ferdinand Vasserot | Frankreich         | unbekannt  |
| 4–8  | Émile Dubois       | Frankreich         | unbekannt  |
| 4–8  | Dubourdieu         | Frankreich         | unbekannt  |
| 4–8  | L. Dumont          | Frankreich         | unbekannt  |
| 4–8  | František Hirsch   | Böhmen             | unbekannt  |
| 4–8  | Pouget             | Frankreich         | unbekannt  |

#### Lauf 2
| Rang | Athlet          | Nation             | Zeit       |
| ---- | --------------- | ------------------ | ---------- |
| 1    | Adolphe Cayron  | Frankreich         | 1:34,2 min |
| 2    | Georges Coindre | Frankreich         | unbekannt  |
| 3    | Auguste Daumain | Frankreich         | unbekannt  |
| 4–8  | Alfred Boulnois | Frankreich         | unbekannt  |
| 4–8  | Romolo Buni     | Königreich Italien | unbekannt  |
| 4–8  | Saignier        | Frankreich         | unbekannt  |
| 4–8  | Émile Vadbled   | Frankreich         | unbekannt  |
| 4–8  | Giulio Vianzino | Königreich Italien | unbekannt  |

#### Lauf 3
| Rang | Athlet           | Nation          | Zeit       |
| ---- | ---------------- | --------------- | ---------- |
| 1    | Paul Gottron     | Deutsches Reich | 1:32,4 min |
| 2    | Fernand Sanz     | Frankreich      | unbekannt  |
| 3    | Paul Rosso       | Frankreich      | unbekannt  |
| 4–8  | Charles Amberger | Frankreich      | unbekannt  |
| 4–8  | L. Boyer         | Frankreich      | unbekannt  |
| 4–8  | Georges Neurouth | Frankreich      | unbekannt  |
| 4–8  | A. Roger         | Frankreich      | unbekannt  |
| 4–8  | Ruez             | Frankreich      | unbekannt  |

#### Lauf 4
| Rang | Athlet          | Nation             | Zeit       |
| ---- | --------------- | ------------------ | ---------- |
| 1    | Paul Legrain    | Frankreich         | 1:30,4 min |
| 2    | Enrico Brusoni  | Königreich Italien | unbekannt  |
| 3    | Théophile Fras  | Frankreich         | unbekannt  |
| 4–8  | Omer Beaugendre | Frankreich         | unbekannt  |
| 4–8  | Coisy           | Frankreich         | unbekannt  |
| 4–8  | Franzen         | Frankreich         | unbekannt  |
| 4–8  | Pichard         | Frankreich         | unbekannt  |
| 4–8  | L. Saunière     | Frankreich         | unbekannt  |

#### Lauf 5
| Rang | Athlet           | Nation          | Zeit       |
| ---- | ---------------- | --------------- | ---------- |
| 1    | Léon Maisonnave  | Frankreich      | 1:35,8 min |
| 2    | Will Davis       | Frankreich      | unbekannt  |
| 3    | Chaput           | Frankreich      | unbekannt  |
| 4–8  | Fernand Boulmant | Frankreich      | unbekannt  |
| 4–8  | Georg Drescher   | Deutsches Reich | unbekannt  |
| 4–8  | Guillot          | Frankreich      | unbekannt  |
| 4–8  | Lohner           | Frankreich      | unbekannt  |
| 4–8  | Longchamp        | Frankreich      | unbekannt  |

#### Lauf 6
| Rang | Athlet            | Nation             | Zeit       |
| ---- | ----------------- | ------------------ | ---------- |
| 1    | John Henry Lake   | Vereinigte Staaten | 1:35,8 min |
| 2    | Paul Espeit       | Frankreich         | unbekannt  |
| 3    | Gaston Bullier    | Frankreich         | unbekannt  |
| 4–8  | J. Bérard         | Frankreich         | unbekannt  |
| 4–8  | Maxime Bertrand   | Frankreich         | unbekannt  |
| 4–8  | Vladislav Chalupa | Frankreich         | unbekannt  |
| 4–8  | Jacques Droëtti   | Königreich Italien | unbekannt  |
| 4–8  | M. Steitz         | Frankreich         | unbekannt  |

#### Lauf 7
| Rang | Athlet             | Nation             | Zeit       |
| ---- | ------------------ | ------------------ | ---------- |
| 1    | Albert Taillandier | Frankreich         | 1:36,8 min |
| 2    | Marcel Dohis       | Frankreich         | unbekannt  |
| 3    | Germain            | Frankreich         | unbekannt  |
| 4–7  | Georges Augoyat    | Frankreich         | unbekannt  |
| 4–7  | Bessing            | Frankreich         | unbekannt  |
| 4–7  | Luigi Colombo      | Königreich Italien | unbekannt  |
| 4–7  | Maurice Monniot    | Frankreich         | unbekannt  |

#### Lauf 8
| Rang | Athlet          | Nation          | Zeit       |
| ---- | --------------- | --------------- | ---------- |
| 1    | Karl Duill      | Deutsches Reich | 1:35,4 min |
| 2    | Léon Ponscarme  | Frankreich      | unbekannt  |
| 3    | Thomann         | Frankreich      | unbekannt  |
| 4–6  | Maibaum         | Frankreich      | unbekannt  |
| 4–6  | Pilton          | Frankreich      | unbekannt  |
| 4–6  | Maurice Terrier | Frankreich      | unbekannt  |
| —    | A. Porcher      | Frankreich      | DSQ        |

#### Lauf 9
| Rang | Athlet           | Nation             | Zeit       |
| ---- | ---------------- | ------------------ | ---------- |
| 1    | Antonio Restelli | Königreich Italien | 1:37,6 min |
| 2    | Vincent          | Belgien            | unbekannt  |
| 3    | Joseph Mallet    | Frankreich         | unbekannt  |
| 4–5  | Caillet          | Frankreich         | unbekannt  |
| 4–5  | Mossmann         | Frankreich         | unbekannt  |
| —    | P. Hubault       | Frankreich         | DNF        |
| —    | Édouard Wick     | Frankreich         | DNF        |

### Viertelfinale
Die Viertelfinalläufe wurden am 11. September ab 14:00 Uhr ausgetragen. Nur der Sieger eines jeden Laufes qualifizierte sich für das Halbfinale.

#### Viertelfinale 1
| Rang | Athlet          | Nation             | Zeit       |
| ---- | --------------- | ------------------ | ---------- |
| 1    | John Henry Lake | Vereinigte Staaten | 2:02,0 min |
| 2    | Giacomo Stratta | Königreich Italien | unbekannt  |
| 3    | Chaput          | Frankreich         | unbekannt  |

#### Viertelfinale 2
| Rang | Athlet         | Nation     | Zeit       |
| ---- | -------------- | ---------- | ---------- |
| 1    | Fernand Sanz   | Frankreich | 2:00,0 min |
| 2    | Gaston Bullier | Frankreich | unbekannt  |
| 3    | Paul Rosso     | Frankreich | unbekannt  |

#### Viertelfinale 3
| Rang | Athlet          | Nation          | Zeit       |
| ---- | --------------- | --------------- | ---------- |
| 1    | Georges Coindre | Frankreich      | 1:50,0 min |
| 2    | Karl Duill      | Deutsches Reich | unbekannt  |
| 3    | Germain         | Frankreich      | unbekannt  |

#### Viertelfinale 4
| Rang | Athlet           | Nation             | Zeit       |
| ---- | ---------------- | ------------------ | ---------- |
| 1    | Antonio Restelli | Königreich Italien | 1:52,4 min |
| 2    | Louis Hildebrand | Frankreich         | unbekannt  |
| 3    | Auguste Daumain  | Frankreich         | unbekannt  |

#### Viertelfinale 5
| Rang | Athlet             | Nation     | Zeit       |
| ---- | ------------------ | ---------- | ---------- |
| 1    | Albert Taillandier | Frankreich | 2:00,6 min |
| 2    | Vincent            | Belgien    | unbekannt  |
| 3    | Thomann            | Frankreich | unbekannt  |

#### Viertelfinale 6
| Rang | Athlet         | Nation             | Zeit       |
| ---- | -------------- | ------------------ | ---------- |
| 1    | Joseph Mallet  | Frankreich         | 2:45,0 min |
| 2    | Enrico Brusoni | Königreich Italien | unbekannt  |
| 3    | Théophile Fras | Frankreich         | unbekannt  |

#### Viertelfinale 7
| Rang | Athlet          | Nation     | Zeit       |
| ---- | --------------- | ---------- | ---------- |
| 1    | Léon Maisonnave | Frankreich | 1:49,2 min |
| 2    | Léon Ponscarme  | Frankreich | unbekannt  |
| 3    | Paul Espeit     | Frankreich | unbekannt  |

#### Viertelfinale 8
| Rang | Athlet             | Nation     | Zeit       |
| ---- | ------------------ | ---------- | ---------- |
| 1    | Ferdinand Vasserot | Frankreich | 2:21,6 min |
| 2    | Marcel Dohis       | Frankreich | unbekannt  |
| 3    | Will Davis         | Frankreich | unbekannt  |

#### Viertelfinale 9
| Rang | Athlet         | Nation          | Zeit       |
| ---- | -------------- | --------------- | ---------- |
| 1    | Paul Legrain   | Frankreich      | 2:57,4 min |
| 2    | Paul Gottron   | Deutsches Reich | unbekannt  |
| 3    | Adolphe Cayron | Frankreich      | unbekannt  |

### Halbfinale
Die Halbfinalläufe wurden am 13. September ausgetragen. Nur der Sieger eines jeden Laufes qualifizierte sich für das Finale.

#### Halbfinale 1
| Rang | Athlet             | Nation             | Zeit       |
| ---- | ------------------ | ------------------ | ---------- |
| 1    | John Henry Lake    | Vereinigte Staaten | 2:09,6 min |
| 2    | Ferdinand Vasserot | Frankreich         | unbekannt  |
| 3    | Léon Maisonnave    | Frankreich         | unbekannt  |

#### Halbfinale 2
| Rang | Athlet           | Nation             | Zeit       |
| ---- | ---------------- | ------------------ | ---------- |
| 1    | Fernand Sanz     | Frankreich         | 2:46,6 min |
| 2    | Antonio Restelli | Königreich Italien | unbekannt  |
| 3    | Georges Coindre  | Frankreich         | unbekannt  |

#### Halbfinale 3
| Rang | Athlet             | Nation     | Zeit       |
| ---- | ------------------ | ---------- | ---------- |
| 1    | Albert Taillandier | Frankreich | 2:42,6 min |
| 2    | Paul Legrain       | Frankreich | unbekannt  |
| 3    | Joseph Mallet      | Frankreich | unbekannt  |

### Finale

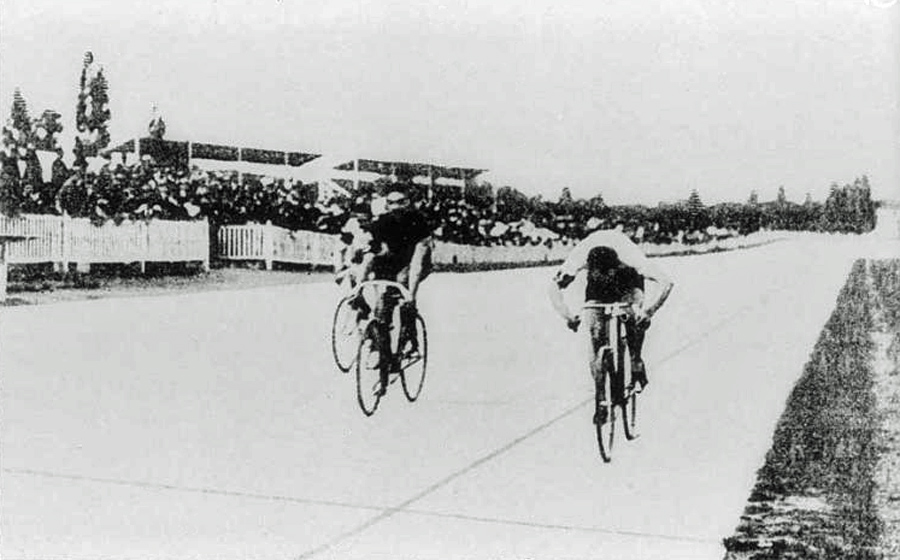
Der Schlusssprint des Finales

Das Finale wurde am 13. September ausgetragen.
| Rang | Athlet             | Nation             | Zeit       |
| ---- | ------------------ | ------------------ | ---------- |
| 1    | Albert Taillandier | Frankreich         | 2:52,0 min |
| 2    | Fernand Sanz       | Frankreich         | unbekannt  |
| 3    | John Henry Lake    | Vereinigte Staaten | unbekannt  |